# Фредерік Бланші
Фредерік Бланші (фр. Frédéric Blanchy, 1 липня 1868 — 1 жовтня 1944) — французький яхтсмен.
Олімпійський чемпіон 1900 (перший заплив у класі 2—3 тонни), 1900 (другий заплив у класі 2—3 тонни) років.